# Hildegart Rodríguez

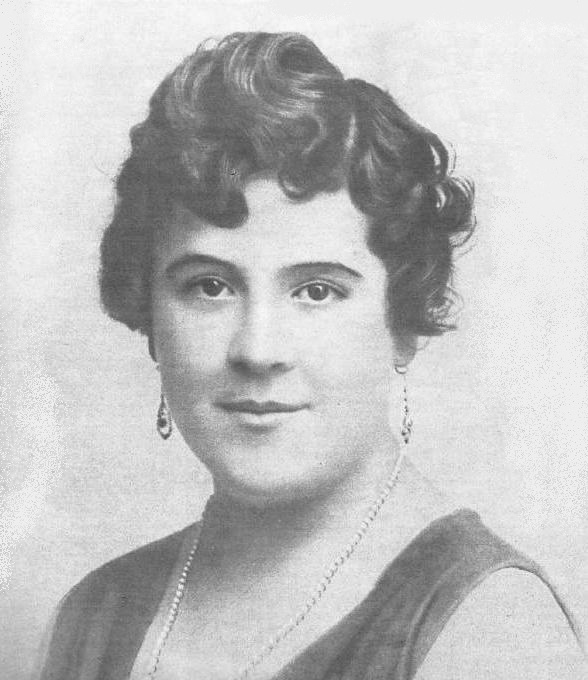
Hildegart Rodríguez.

Hildegart Leocadia Georgina Hermenegilda María del Pilar Rodríguez (* 9. Dezember 1914 in Madrid; † 9. Juni 1933 ebenda), bekannt als „Hildegart“ oder „Fräulein Hildegart“, war eine spanische Autorin, Sozialistin und Sexualreformerin. Ihr Ruf als eugenisch gezeugtes Wunderkind, ihr frühes öffentliches Auftreten und ihr gewaltsamer Tod verschafften ihr internationale Bekanntheit.

## Leben
Hildegart Rodríguez wuchs bei ihrer alleinerziehenden Mutter Aurora Rodríguez Carballeira in Madrid auf. Über ihren Vater existieren ebenso wenig gesicherte Informationen wie über ihre frühe Kindheit. Sie ist die Cousine des Pianisten Pepito Arriola.
Mit elf Jahren schrieb Hildegart Rodríguez ihre ersten Aufsätze für die Zeitschrift Sexualidad und absolvierte ihre ersten öffentlichen Auftritte. Mit vierzehn Jahren wurde sie durch Artikel für die Zeitung El Socialista einem großen Publikum bekannt. Sie übernahm erste politische Ämter und wurde schnell zu einer der prominenten Sozialistinnen des Landes.
Aufsehen erregten über Spanien hinaus ihre intellektuellen Leistungen: Mit 13 Jahren begann sie ein Jurastudium an der Universität in Madrid, das sie erfolgreich vier Jahre später abschloss. Anschließend schrieb sie sich für Philosophie und Philologie ein. Sie veröffentlichte bis 1933 sechzehn Bücher und über hundertfünfzig Zeitungs- und Zeitschriftenartikel, die meisten davon zu den Themen Sexualreform und Sozialismus. Ihre Bücher zur Sexualthematik verschafften ihr den Ruf als erste weibliche Sexualwissenschaftlerin Spaniens. 1932 war sie das einzige weibliche Gründungsmitglied des spanischen Zweigs der Weltliga für Sexualreform und dessen erste Sekretärin.
Hildegarts Leben endete schlagartig mit achtzehn Jahren: Ihre Mutter erschoss sie im Schlaf.

## Mythen um Hildegart
Spätestens mit ihrem gewaltsamen Tod wurde Hildegart zu einer mythischen Figur, um die sich bis heute etliche Legenden ranken. So wird sie in vielen Publikationen als eugenisch gezeugtes Kind bezeichnet: Sie sei von der Mutter als zukünftige Retterin Spaniens geplant und entworfen und durch die Beihilfe eines extra dafür ausgewählten Mannes gezeugt worden. Belege gibt es allerdings nicht. Auch die Annahme, sie sei ein intellektuelles Wunderkind gewesen, das im Alter von wenigen Monaten lesen und schreiben lernte und innerhalb der ersten Lebensjahre bereits sieben Sprachen beherrschte, ist unbestätigt.
Die primäre Quelle für biographische Daten zu Hildegart sind die Aussagen ihrer Mutter Aurora, die nach dem Mord an ihrer Tochter zunächst im Gefängnis saß und ihr Leben in einer psychiatrischen Anstalt beendete. Sie führte mehrere Interviews mit Journalisten, die ebenso veröffentlicht wurden wie ihre psychiatrischen Akten. Diese enthalten jedoch nachweislich falsche Informationen und können daher für eine verlässliche Biographie Hildegarts nicht genutzt werden. Auch Fehlinformationen, die nicht auf Aurora zurückgehen, sind nach wie vor in der Literatur verbreitet, etwa dass Hildegart auf den Namen „Carmen“ getauft worden wäre. Tatsächlich gibt es nur wenige gesicherte Fakten zu Hildegart, die hauptsächlich ihr öffentliches Leben ab 1929 betreffen und der zeitgenössischen Presse entstammen.

## Karriere als Sozialistin
Mit vierzehn Jahren wurde Hildegart Rodríguez im Januar 1929 Mitglied der Sozialistischen Jugend und nur wenige Monate später zunächst deren Madrider Sprecherin, dann Vizesekretärin. Auch der sozialistischen Gewerkschaft Unión General de Trabajadores trat sie 1929 bei. Im Frühjahr 1930 wurde sie Mitglied der Sozialistischen Partei und stand bald neben Parteiführern wie Julián Besteiro und Andrés Saborit für Vorträge und Propagandaveranstaltungen auf der Bühne. Sie schrieb für die Zeitung der Sozialistischen Partei El Socialista, für das Organ der Sozialistischen Jugend La Renovación sowie für La Libertad. Mit dem Beginn der Zweiten Spanischen Republik zeigte sich Hildegart zunehmend enttäuscht von ihrer Partei und deren Regierungshandeln. Ihre öffentlich geäußerte, zum Teil sehr polemische Kritik führte 1932 zum Ausschluss aus der Partei. In ihrem letzten Lebensjahr wendete sie sich der föderalistischen Partei zu und schrieb für die anarchistische Zeitung La Tierra.

## Eintreten für die Sexualreform
Hildegarts Engagement für die Sexualreform begann bereits im Alter von elf Jahren im Rahmen der Hygiene-Kampagne (Campaña Sanitaria) des Arztes Antonio Navarro Fernández. Mit sechzehn Jahren trat sie in Briefkontakt mit dem berühmten britischen Sexualreformer Havelock Ellis, um sich bezüglich der Gründung eines spanischen Ablegers der Weltliga für Sexualreform beraten zu lassen. Auf ihr maßgebliches Betreiben hin wurde im Jahr 1932 die Liga española para la Reforma Sexual sobre bases científicas gegründet.
Zu den Gründungsmitgliedern gehörten neben Hildegart namhafte Pädagogen, Juristen, Mediziner und Schriftsteller wie Gregorio Marañón, Luis Jiménez de Asúa, Luis Huerta und Enrique Diego Madrazo. Hildegart wurde die erste Sekretärin der Liga und weiterhin die Redaktionssekretärin der Liga-eigenen Zeitschrift Sexus. Für diese verfasste sie eigene Beiträge, übersetzte fremdsprachige Artikel ins Spanische und interviewte wichtige internationale Sexualreformer wie Magnus Hirschfeld und Norman Haire. Auch mit anderen prominenten Köpfen der Sexualreform stand sie in Kontakt, etwa mit Margaret Sanger und Jonathan Leunbach und möglicherweise auch Helene Stöcker und Wilhelm Kauffmann. An der wichtigsten öffentlichkeitswirksamen Veranstaltung der Liga, dem Eugenik-Kongress von 1933 (Primeras Jornadas Eugénicas Españolas), war Hildegart mit einem eigenen Workshop zum Thema Verhütung beteiligt. Darüber hinaus engagierte sich Hildegart in Vorträgen und Publikationen für die Verbreitung und Bekanntmachung sexualreformerischen Wissens und regte die Gründung weiterer sexualreformerischer Gruppierungen an. Mit dem Tod Hildegarts nur wenige Wochen nach dem Eugenik-Kongress verschwand die Liga aus der Öffentlichkeit.
Hildegart vertrat gesellschaftlich sehr umstrittene Positionen: Gegen die herrschende katholische Moral warb sie für eine neue, naturwissenschaftlich fundierte Sexualmoral. Diese sollte verantwortungsbewusste, aufgeklärte Individuen hervorbringen, die sich anderen Menschen und der Gesellschaft gegenüber respektvoll verhalten würden. Dies bedeutete einerseits, die ökonomische, familiäre und sexuelle Gleichberechtigung zu fordern. In freien Liebesbeziehungen und mithilfe modernster Verhütungsmethoden sollten Männer und Frauen ihre sexuellen und emotionalen Bedürfnisse stillen können. Andererseits ordnete Hildegart jedes individuelle Bedürfnis einem eugenischen Gesellschaftsideal unter. Vordringlich propagierte sie Beziehungen, die eugenisch wertvollen Nachwuchs hervorbringen sollten. Sie befürwortete Zwangssterilisationen, Euthanasie und erzwungene Abtreibungen und hielt Homosexualität für krankhaft und gesellschaftsschädigend. Verglichen mit Sexualreformern wie Magnus Hirschfeld legte sie damit deutlich repressivere Haltungen in Bezug auf Homosexualität und staatliche Zwangsmaßnahmen an den Tag. Gleichzeitig jedoch vertrat sie in Fragen der Verhütung und der Freien Liebe liberalere Positionen als andere bürgerliche spanische Sexualreformer.

## Werke

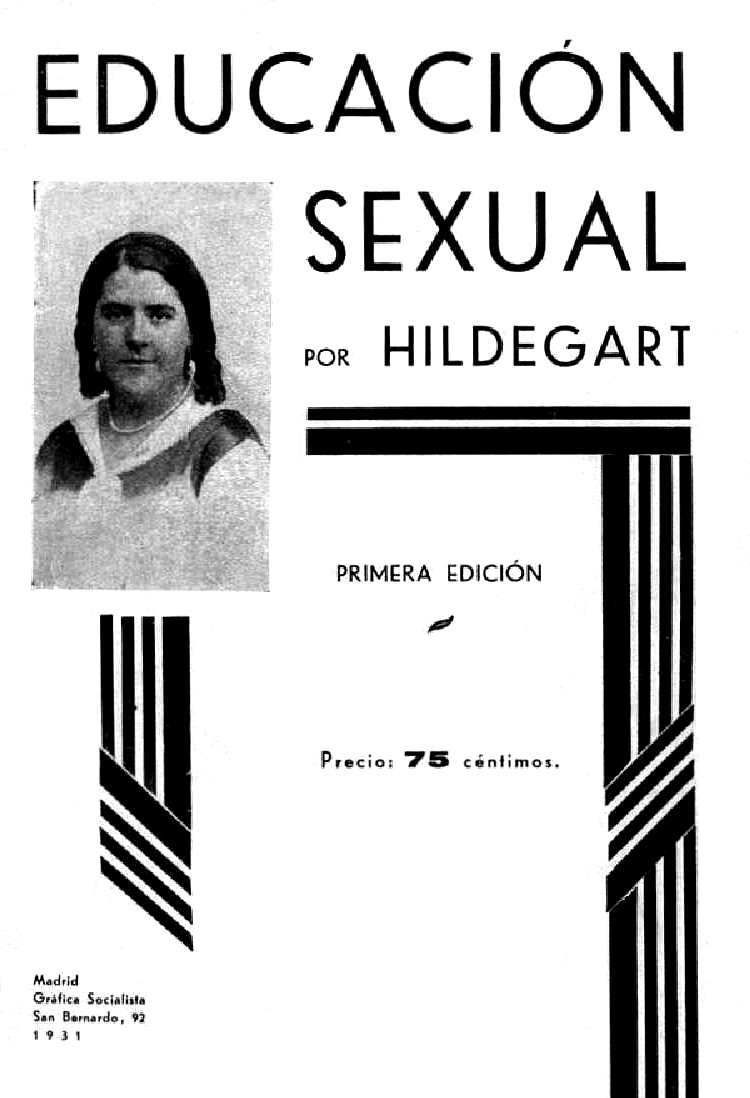
Educación Sexual von Hildegart. 1931.

Hildegart veröffentlichte bis zu ihrem Tod sechzehn Monographien. Alle Schriften außer der literarischen Studie Tres amores históricos („Drei historische Liebesbeziehungen“, 1930), der Kurzgeschichte ¿Quo vadis, burguesía? („Bürgertum, wohin gehst du?“, [1932]) und der Abrechnung mit dem Sozialismus ¿Se equivocó Marx? („Irrte Marx?“, 1932) widmen sich der Sexualthematik.
Manche Texte umfassen nur wenige Dutzend Seiten und dienten vorrangig der Belehrung und Aufklärung der Arbeiterschaft, etwa La limitación de la prole („Die Beschränkung des Nachwuchses“, 1931) und Educación sexual („Sexualerziehung“, 1931). Andere richteten sich an Fachleute wie Laien und sollten umfassend den damaligen Kenntnisstand abbilden, etwa Malthusismo y Neomalthusismo („Malthusismus y Neomalthusismus“, 1932) und Cómo se curan y cómo se evitan las enfermedades venéreas („Wie man Geschlechtskrankheiten heilt und verhindert“, 1932).
Vor allem auf den zuletzt genannten Monographien basiert Hildegarts zeitgenössischer und zum Teil posthumer Ruf als Sexualwissenschaftlerin. Tatsächlich handelt es sich dabei jedoch um wissenspopularisierende Schriften, nicht um wissenschaftliche Arbeiten. Sie beruhen nicht auf eigenen Studien oder dem Vergleich aktueller Forschung, sondern bestehen zu großen Teilen aus Kopien der Werke anderer zeitgenössischer Sexualwissenschaftler und Sexualreformerinnen wie Marie Stopes, Iwan Bloch und Havelock Ellis, ohne dass dies angegeben wäre.
Zu ihren Lebzeiten veröffentlichte Hildegart folgende Monographien:
- Tres amores históricos. Estudio comparativo de los amores de Romeo y Julieta, Abelardo y Heloisa y los Amantes de Teruel, Ediciones de la Diputación, Teruel 1930. Digitalisat
- El problema eugénico. Punto de vista de una mujer moderna, Gráfica Socialista, Madrid 1930. Digitalisat
- La limitación de la prole. Un deber del proletariado consciente, Gráfica Socialista, Madrid 1930. Digitalisat
- Educación sexual, Gráfica Socialista, Madrid 1931. Digitalisat
- El problema sexual tratado por una mujer española, Javier Morata, Madrid 1931. Digitalisat
- Sexo y Amor, Cuadernos de Cultura 32, Valencia 1931. Digitalisat
- La rebeldía sexual de la juventud, Javier Morata, Madrid 1931. Digitalisat
- La Revolución Sexual, Cuadernos de Cultura 41, Valencia 1931. Digitalisat
- Profilaxis anticoncepcional. Paternidad voluntaria, Orto, Valencia 1931. Digitalisat
- Malthusismo y Neomalthusismo. El control de la natalidad, Javier Morata, Madrid 1932. Digitalisat
- ¿Quo vadis, burguesía? Libertad, Madrid [1932]. Digitalisat
- ¿Se equivocó Marx…? ¿Fracasa el socialismo? Boro, Madrid 1932. Digitalisat
- Cómo se curan y cómo se evitan las enfermedades venéreas, Orto, Valencia 1932. Digitalisat
- Perversiones sexuales. El instinto sexual y sus manifestaciones mórbidas, Biblioteca Cuadernos de Cultura, Valencia 1932 [Bearbeitung von Benjamin Tarnowskys Izvraščenija polovogo čuvstva, dt.: „Die krankhaften Erscheinungen des Geschlechtssinns“].
- Historia de la prostitución. La prostitución y sus consecuencias. Consejos y decálogo, Orto, Valencia [1933].
- Venus ante el derecho, Castro, Madrid 1933. Digitalisat

Auch posthum wurden etliche der Bücher wieder aufgelegt. Dies ist allerdings weniger ihrer außerordentlichen Qualität zuzuschreiben als der Popularität der Autorin.

## Rezeption
Hildegarts Geschichte wurde, vor allem im Zusammenhang mit der Geschichte ihrer Mutter Aurora, inzwischen vielfach zum Gegenstand filmischer und literarischer Werke. Bekannte Romane sind etwa La vierge rouge (1987) von Fernando Arrabal und Auroras Anlaß (1989) des Österreichers Erich Hackl. Der spanische Regisseur Fernando Fernán Gómez brachte im Jahr 1977 den Film Mi hija Hildegart in die Kinos. Auch in den letzten Jahren wurde die Geschichte wiederholt verfilmt, etwa 2014 von Sheila Pye mit The red virgin sowie 2016 von Barbara Caspar mit Hildegart oder: Projekt Superwoman. Zudem gibt es aus dem spanischen Sprachraum mindestens sechs Theateradaptionen. Die Geschichte Hildegarts und ihrer Mutter Aurora nahm in Sammelbände über berühmte Kriminalfälle ebenso Einzug wie in Fernsehsendungen. Auch Zeitungen, Zeitschriften und private Websites greifen die Geschichte in regelmäßigen Abständen wieder auf.
2023 entstand unter der Regie von Paula Ortiz der Spielfilm Die rote Jungfrau (La virgen roja) mit Alba Planas als Hildegart Rodríguez und Najwa Nimri als deren Mutter Aurora Rodríguez Carballeira.